# سازمان دانشجویان جمهوری خواه بلوچستان
سازمان دانشجویان جمهوری‌خواه بلوچ ( به اردو : بلوچ ریپبلکن اسٹوڈنٹس آرگنایزیشن) یک سازمان دانشجویی و سیاسی برجسته است که برای دانشجویان قومی بلوچ در استان بلوچستان پاکستان و دیگر مناطق بلوچ‌نشین پاکستان فعالیت می‌کند. این سازمان در سال ۲۰۰۸ پس از جدایی از فدراسیون دانشجویان وطن که در ابتدا توسط اکبر بوگتی تأسیس شده بود، تشکیل شد . اولین جلسه شورای این سازمان در سال ۲۰۰۹ در دانشگاه بلوچستان، کویته برگزار شد. BRSO شاخه دانشجویی حزب جمهوری‌خواه بلوچ به رهبری براهمداغ بوگتی است .

## پیوندهای خارجی
- سومین جلسه شورای ملی سازمان دانشجویان جمهوری‌خواه بلوچ در پاروم برگزار شد
- در برلین: سازمان دانشجویان جمهوری‌خواه بلوچ صدای خود را علیه نقض حقوق بشر در بلوچستان بلند می‌کند